# Gage Group Buildings
Los Gage Group Buildings constan de tres edificios ubicadosen  Chicago, en el estado de Illinois (Estados Unidos).  Sus direcciones son 18, 24 y 30 S. Michigan Avenue, entre Madison Street y Monroe Street Fueron construidos entre 1890 y 1899, diseñados por Holabird & Roche para las tres firmas de sombrerería : Gage, Keith y Ascher. El edificio en 18 S. Michigan Avenue tiene una fachada ornamental diseñada por Louis Sullivan. Fue incluido en el Registro Nacional de Lugares Históricos el 14 de noviembre de 1985, y fue designado como Monumento Histórico de Chicago el 11 de septiembre de 1996. Además, es un distrito histórico que contribuye a la propiedad del distrito histórico Michigan Boulevard de Chicago Landmark.
Las fachadas de estos edificios demuestran dos enfoques diferentes de la Escuela de Chicago, un movimiento de diseño que llevó a la creación de la arquitectura moderna. Los edificios de Holabird & Roche son sencillos, mientras que la fachada diseñada por Sullivan ejemplifica su enfoque más expresivo.
El edificio más alto se conoce como "18 South Michigan Avenue" y anteriormente se llamaba Gage Brothers and Company Building. Antes de que se cambiaran las direcciones de las calles de Chicago en 1909, el edificio tenía la dirección de 130 S. Michigan Avenue. Los adornos ornamentales en la parte superior de la fachada de Sullivan fueron empujados hacia arriba cuando diferentes arquitectos agregaron cuatro pisos en 1902. Este es uno de los cinco edificios en Chicago diseñados por Louis Sullivan que aún están en pie.
Los dos edificios más pequeños del sur también forman parte de los edificios del Grupo Gage. El Edson Keith and Company Building está conectado con el edificio Gage y está ubicado en 24 S. Michigan Avenue. El Theodore Ascher and Company Building también se conoce como el 30 South Michigan Building.

## Galería

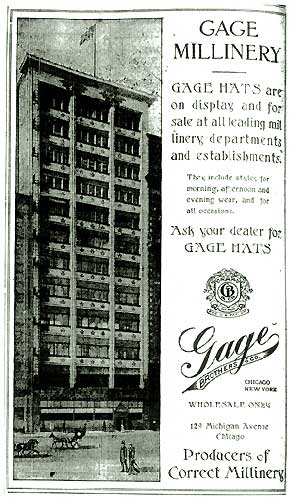
En 1909
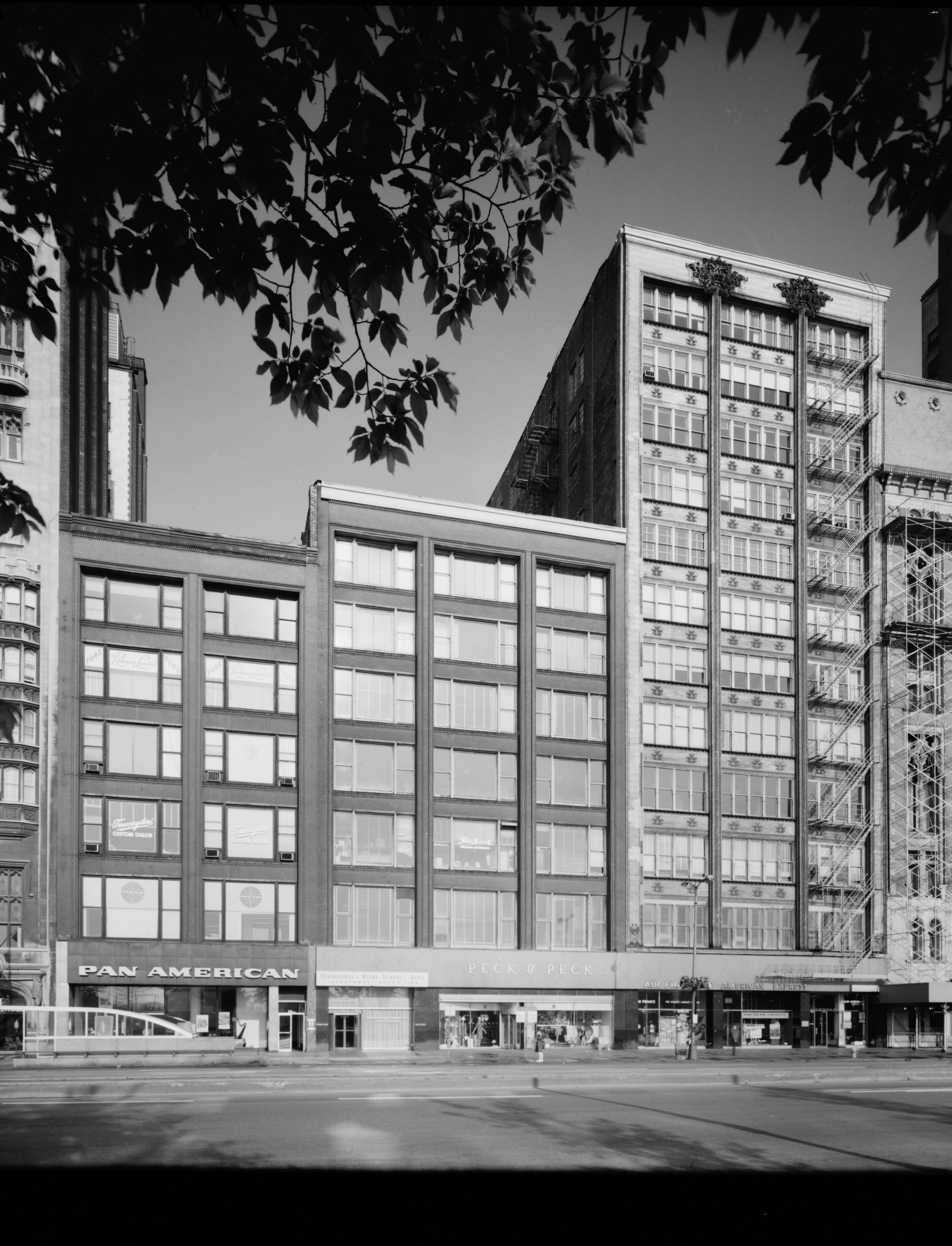
En 1966
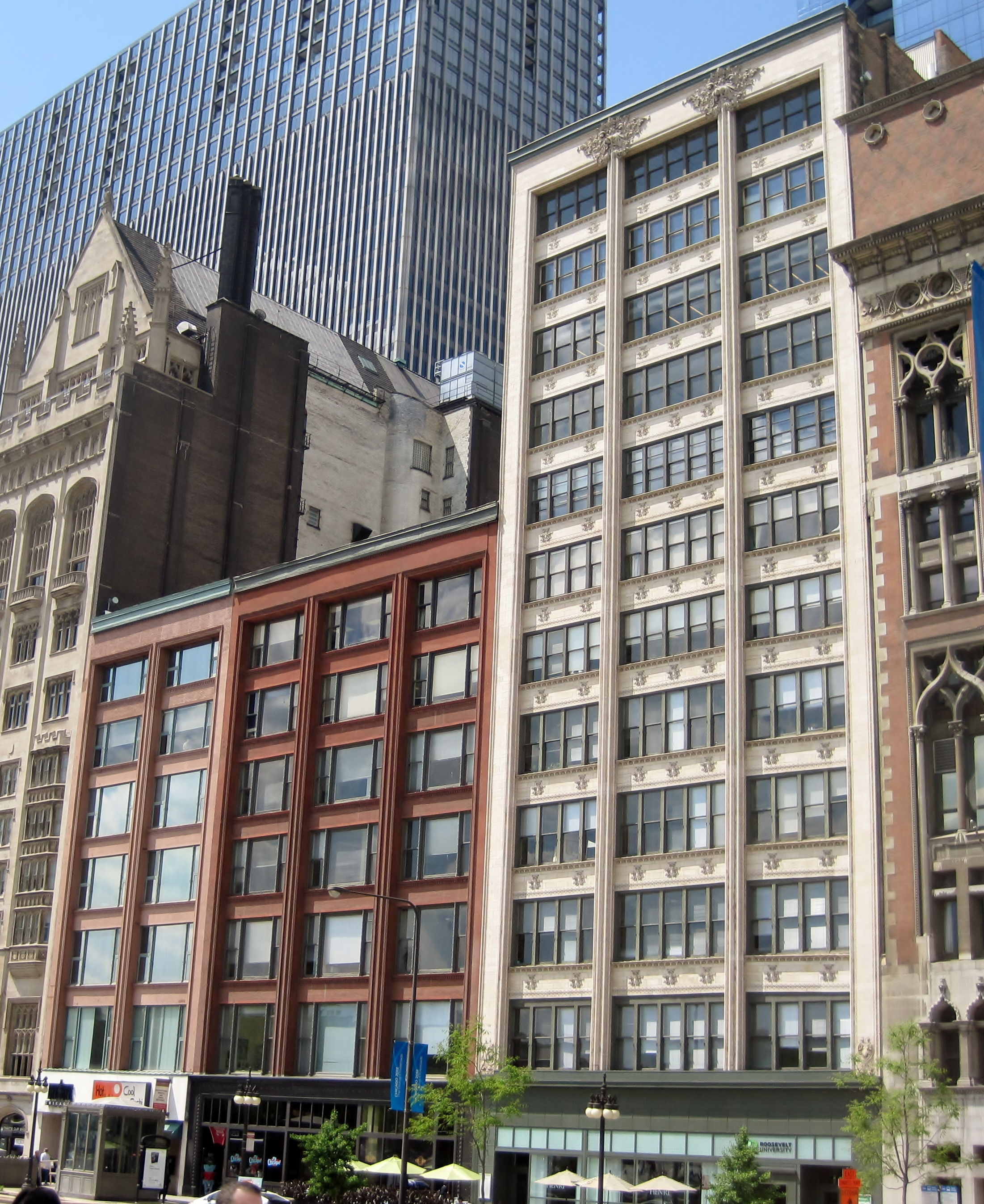
En 2012